# Fohlenweide von Dieburg
Die Fohlenweide von Dieburg ist ein Naturschutzgebiet in der Gemarkung Dieburg im Landkreis Darmstadt-Dieburg, Süd-Hessen. Das Feuchtgebiet wurde mit Verordnung vom 23. Oktober 1989 unter Naturschutz gestellt.

## Lage
Die „Fohlenweide von Dieburg“ liegt im Naturraum Messeler Hügelland im Wald. Das Naturschutzgebiet befindet sich etwa 2,2 Kilometer nordnordwestlich von Dieburg und 2,1 Kilometer westsüdwestlich von Münster (Hessen). Es hat eine Größe von 23,52 Hektar.

## Schutzzweck
Durch die Unterschutzstellung sollen Bereiche von extensiv genutztem Grünland auf sehr nassen Standorten (Feuchtwiesen), Brachflächen, Fließgewässer, Gehölzbestände und Waldränder erhalten werden. Vorhandene Waldbestände sollen naturnah entwickelt werden. Diese Biotope sind Lebensräume für gefährdete und seltene Tier- und Pflanzenarten.

## Flora und Fauna
In den Feuchtwiesen der Fohlenweide kommen wilde Orchideen vor. Amphibien und Reptilien wie Zauneidechse und Ringelnatter leben hier. Nach der Mahd nutzen Weißstörche und Graureiher das Gelände zur Futtersuche. Das Gebiet ist reich an Schmetterlingen. 
Um den offenen Charakter zu erhalten, beweidet im Frühjahr eine Herde von Guernsey-Rindern die Flächen.
- Siehe auch: Liste der Naturschutzgebiete im Landkreis Darmstadt-Dieburg